# Burton Downing
Burton Downing (né le 5 février 1885 à San José en Californie et mort le 1er janvier 1929 à Red Bank) est un coureur cycliste américain, champion olympique des 2 miles et des 25 miles lors des Jeux olympiques de 1904 à Saint-Louis.
Il est intronisé au Temple de la renommée du cyclisme américain en 1998.

## Palmarès

### Jeux olympiques
- Saint-Louis 1904
  -  Champion olympique des 2 miles
  -  Champion olympique des 25 miles
  -  Médaillé d'argent du 1/3 mile
  -  Médaillé d'argent du 1/4 mile
  -  Médaillé d'argent du mile
  -  Médaillé de bronze du 1/2 mile